# Kosmokoty
Kosmokoty (ang. Space Cats, 1991) – amerykański serial animowany emitowany dawniej na kanale TV4.

## Opis fabuły
Serial opisuje przygody kocich wojowników, którzy w przebraniu zwykłych, ziemskich kotów wykorzystują swoją inteligencję do zwalczania przestępczości.

## Bohaterowie
- Scratch – kot, który żyje w ciągłym pośpiechu. Najpierw mówi, a dopiero potem myśli.
- Sniff – kot z wyostrzonym powonieniem.
- Tom – koci James Bond.

## Obsada
- Townsend Coleman – Scratch
- Hamilton Camp – Sniff
- Rob Paulsen – Tom